# Menarola
Menarola (lombardul: Menaröla) település Olaszországban, Sondrio megyében. Lakosainak száma 45 fő (2013). Menarola Mese, Gordona, San Giacomo Filippo, Lostallo és Soazza községekkel határos.

## Népesség
A település népességének változása:

| 2013 | 45 |